# Percy Hynes White

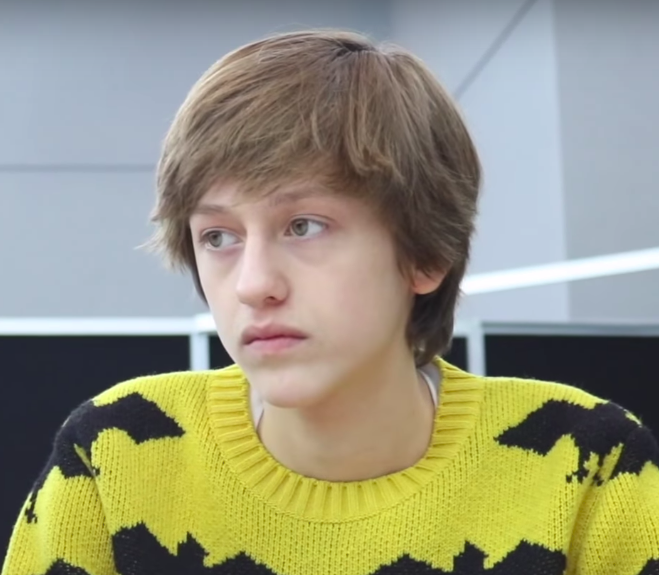
Percy Hynes, 2017

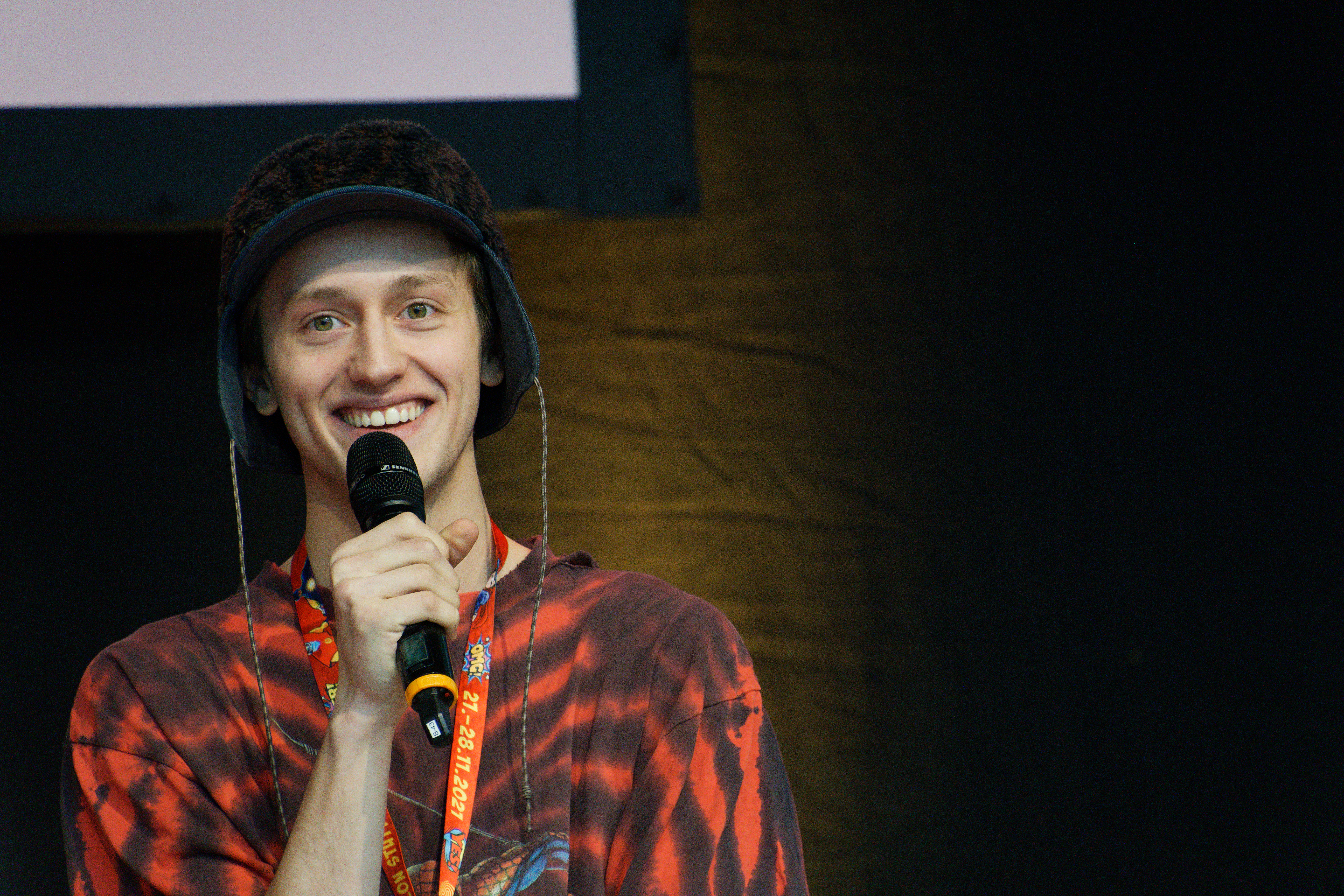
Percy Hynes White auf der Comic Con Germany 2023 in Stuttgart

Percy Hynes White (* 8. Oktober 2001 in St. John’s) ist ein kanadischer Schauspieler.

## Leben
Percy Hynes White ist der Sohn des Schauspielers Joel Thomas Hynes und der Filmproduzentin Sherry White. Er wurde in St. John’s auf Neufundland geboren, wo er auch aufwuchs. Dort besuchte er eine Schauspielschule. Seine erste Rolle hatte er 2008 im Film Down to the Dirt, wo er eine jüngere Version seines Vaters spielte. Seine ersteren größere Rollen waren in Shawn Levys Nachts im Museum: Das geheimnisvolle Grabmal und die Hauptrolle in Cast No Shadow. Er war außerdem in A Christmas Horror Story (2015), Edge of Winter (2016), At First Light (2018) und dem Horrorfilm Our House (2018) zu sehen.
Er war von 2017 bis 2019 in der von Marvel Television produzierten FOX Network-Fernsehserie The Gifted als „Andy Strucker“ zu sehen. Weitere größere Rollen hatte er in Murdoch Mysteries – Auf den Spuren mysteriöser Mordfälle, Between und Odd Squad – Junge Agenten retten die Welt. 2022 spielte er als Xavier Thorpe eine der Hauptrollen in der Netflix-Serie Wednesday.

## Filmografie (Auswahl)
- 2014: Nachts im Museum: Das geheimnisvolle Grabmal (Night at the Museum: Secret of the Tomb)
- 2014–2015: Murdoch Mysteries – Auf den Spuren mysteriöser Mordfälle (Murdoch Mysteries, Fernsehserie, 8 Folgen)
- 2015: Saving Hope (Fernsehserie, Folge 4x11)
- 2015: A Christmas Horror Story
- 2015–2016: Between (Fernsehserie, 7 Folgen)
- 2016: 11.22.63 – Der Anschlag (11.22.63, Miniserie, Folge 1x02)
- 2016: Milton’s Secret
- 2016: Rupture – Überwinde deine Ängste (Rupture)
- 2017–2019: The Gifted (Fernsehserie, 29 Folgen)
- 2019: The Twilight Zone (Fernsehserie, Folge 1x07)
- 2020: Transplant (Fernsehserie, Folge 1x03)
- 2021: Pretty Hard Cases
- 2021: Nurses (Fernsehserie, Folge 2x02)
- 2022: I Like Movies
- 2022: Wednesday (Fernsehserie, 8 Folgen)
- 2024: My Old Ass
- 2024: Winter Spring Summer or Fall